# مایکل هرت
مایکل هرت (عربی: أنس علاف؛ زادهٔ ) یک موسیقی‌دان اهل ایالات متحده آمریکا است. 